# 岩城氏
岩城氏（いわきし）は、武家・華族だった日本の氏族。平安時代末に陸奥国岩城郡の豪族として発祥し、鎌倉時代以降岩城郡内で一族分立したが、15世紀にその中の白土氏が一族を統合して戦国大名化し、豊臣政権下では岩城12万石を安堵された。関ヶ原の戦い後に徳川氏より除封されたが、大坂の陣後には出羽亀田藩2万石の外様小大名に封じられ、維新後には華族の子爵家に列せられた。

## 出自
その起源は平安時代末期に、陸奥国南部（現在の浜通り夜ノ森以南、いわき市）とされ、常陸平氏の一族と称した岩城則道を祖とする。奥州藤原氏とも関係が深く、岩城則道の正室が徳姫（藤原清衡の養娘、血統は源頼義の流れの娘とされるが不詳）といわれる。また、石城国造（建許侶命）の末裔であるともいわれる（『国魂文書』、大國魂神社）。標葉氏（楢葉氏）陸奥岩崎氏、陸奥行方氏が同族といわれる。岩城成衡は出羽清原氏に養子に入ったとされ（『清原氏系図』）、出羽清原氏との関係も深い。
『岩城代々之系図』によれば、鎮守府将軍平維茂の子・平安忠を祖とし、平則道、平貞衡、平繁衡、平忠衡と続き、忠衡の子である隆行（成衡）が陸奥に下り、藤原清衡の女婿となり、妻との間に五人の子供をもうけたとされる。長男が平隆祐で楢葉郡を、次男・平隆衡（隆平）は岩城郡を、三男・平隆久は岩崎郡を、四男・平隆義は標葉郡を、五男・平隆行は行方郡を所領としたという。

## 歴史

### 平安時代
治暦3年（1067年）に、源満仲の次男・源頼親の孫・源頼俊が陸奥守として赴任した。頼俊は源義家とライバル関係にあった。『百錬抄』康平7年3月29日条によれば、治暦3年には、源頼義の伊予守任了に際し、同国に抑留されていた安倍宗任と安倍家任の2人が陸奥国への帰国の願いを断たれ、大宰府に再移配されている（安倍正任と安倍則任は陸奥国への帰国が叶ったか）。頼義は安倍氏嫡流である宗任を傀儡として利用する野心があったとされ、大宰府への再移配によってそれが水泡に帰してしまったが、それと同時に頼俊が陸奥守に任じられたのは、単なる偶然ではなく、頼義や義家の奥羽への野心を朝廷に警戒されたと考えられる。頼俊は奥羽の住人に対する態度や振る舞いは頼義・義家親子とはかなり異なっており、陸奥守としても鎮守府将軍の武則との関係も融和的だった。また、頼俊は清原氏と海道平氏をとりわけ重く用い、それゆえ共に国守の下で国府や鎮守府在庁官人を統率・指揮する両氏は互いに政治的結束を高めた。
出羽の清原氏の当主である清原真衡は、海道平氏出身の海道小太郎・成衡を養子とした。成衡は平安忠、平泰貞、忠衡、平則道、平繁衡いずれかの子であり、陸奥国磐城郡近辺の豪族（海道平氏）出身であることは異論がない。
後三年の役の際、真衡の急死後の成衡の動向は不明とされており、役の最中に討ち死にしたとも言われている。だが、妻の兄である源義家の庇護のもと下野国塩谷郡に居を構え、後に常陸国住人中郡頼経に討伐されたとの説もある。
『岩城代々之系図』によれば、鎮守府将軍平維茂の子・平安忠を祖とし、平則道、平貞衡、平繁衡、平忠衡と続き、忠衡の子である隆行（成衡）が陸奥に下り、藤原清衡の女婿となり、妻との間に五人の子供をもうけたとされる。長男が平隆祐で楢葉郡を、次男・平隆衡（隆平）は岩城郡を、三男・平隆久は岩崎郡を、四男・平隆義は標葉郡を、五男・平隆行は行方郡を所領としたという。
藤原清衡が奥州を平定した後に、柳之御所跡から出土した『人々給絹日記』には、「海道四郎」という名前が見える。

### 鎌倉時代から戦国時代初期
鎌倉幕府の地頭であった岩城氏は好嶋庄の預所・伊賀氏と度々訴訟で争った記録が残されている。伊賀氏は備前国や美濃国にも所領を持つ有力御家人であったが、南北朝時代に海道検断職まで務めた伊賀盛光の輩出後は衰退を始める。代わって岩城隆泰が台頭し、衰退した伊賀氏（飯野氏）などを支配下に置き、磐城一帯の領国支配に成功した。隆泰以降岩城氏は暫く動静が不明瞭になるが、嘉吉2年（1442年）から嘉吉3年（1443年）にかけて勃発した岩城氏の内訌・嘉吉の内紛（岩城左馬助の乱）を、岩城氏の庶流である白土系の岩城隆忠が鎮圧して以降は隆忠の系統が当主になったとみられている。隆忠の子で10代当主・岩城親隆やその子・常隆は白河結城氏や常陸国の佐竹氏の内紛に介入し、軍事的にも外交的にも成果を収め、大館城（飯野平城）を居城とし、常陸から南東北にかけて勢力を伸ばした。

### 戦国時代中期から安土桃山時代
岩城氏15代当主・岩城重隆の代になると、近隣の相馬氏や田村氏との抗争が激化し、さらに伊達氏・蘆名氏などの新興勢力が多数乱立した上、佐竹氏との同族化のため、岩城氏の影響力は相対的に目立たなくなった。重隆は陸奥守護・伊達稙宗と稙宗の婿・相馬顕胤の圧力を受けて、娘である久保姫を伊達晴宗に嫁がせ、その嫡男である親隆を養嗣子として迎えた。天文11年（1542年）からの伊達氏の内訌・天文の乱に際しては遠交近攻の策をとり、稙宗派の田村氏や相馬氏と争う形になった。親隆の時代には勢力を強めた佐竹義昭・義重父子との抗争に苦しめられ、佐竹氏から室を迎えたものの親隆治世の末期と子・常隆の代には一時佐竹氏に家中の主導権を握られる状況になった。
常隆の代は父・親隆の実弟である伊達輝宗とその子・政宗が南奥で勢力を増したため、岩城氏もその圧迫に悩まされることになった。政宗の正室・愛姫は岩城氏の宿敵である田村氏の娘であったため、常隆は伊達氏より離反し佐竹氏との関係を強めるが、政宗が蘆名氏を破って南奥を制覇すると、再び伊達氏と接近した。天正18年（1590年）、豊臣秀吉の小田原征伐が勃発すると、岩城常隆は小田原に参陣することで、所領を安堵された。常隆は小田原征伐直後に病死し、子・政隆も幼少であったため、佐竹義重の三男・岩城貞隆が岩城氏を継いだ。
貞隆は慶長5年（1600年）の関ヶ原の戦いで当初は東軍方になったが、実兄・佐竹義宣の命に従って、徳川家康の上杉景勝征伐に参加しなかったため、所領（現在の浜通り夜ノ森以南）12万石を没収される。この頃、岩城氏の一部が、紀伊半島の白浜へ移住し、現在の南紀白浜地区を最初に開拓した。白浜の岩城氏の地位は定かではないが、士族として明治維新を迎えている。維新後、白浜岩城氏の数家が、屯田兵として北海道へ渡り、愛別町、白滝村を開拓した。

### 江戸時代
関ヶ原の戦いでの不参により豊臣に安堵されていた岩城12万石は徳川によって改易されたが、慶長20年（1615年）に大坂の陣の戦功で貞隆が信濃国中村1万石を与えられて小大名ながら大名に復帰した。
貞隆の子・吉隆の代の元和9年（1623年）に出羽国亀田藩2万石に転封。吉隆は久保田藩初代藩主佐竹義宣の甥にあたるため、後に義宣の養子になって久保田藩2代藩主「佐竹義隆」となっており、この関係から江戸時代を通じて両藩は密接な関係を持った。
なお、享保3年（1718年）、4代藩主の秀隆が嫡子のないまま没して貞隆・宣隆の系統が断絶した結果、佐竹家と岩城家の間に血縁関係はなくなった。かつての血縁を頼って伊達政隆の末裔である岩谷堂伊達家・伊達村隆の子を養子に求めたが、村隆の子は早世しており、他家からの養子を中継ぎする交渉もまとまらなかった。次いで佐竹家に養子を求めたがこちらも交渉が成立せず、改めて伊達家と交渉した結果、仙台藩主・伊達吉村の弟の子を養子に迎え、5代藩主・岩城但馬守隆韶となった。続く6代藩主の岩城河内守隆恭は、再度の交渉で岩谷堂伊達家から迎えた養子であり、ここで常隆の系統が150年ぶりに岩城氏当主へ返り咲くことになった（但し隆恭の父である伊達村望は三沢氏からの養子であるため、隆恭に岩城氏との血縁はない）。これ以降、亀田藩と仙台藩との関係が強まっていく。

### 明治以降
幕末維新期の亀田藩主隆邦は、明治初期の戊辰戦争において、当初関係が深かった秋田藩佐竹家とともに官軍に参加したが、一時的に旧幕府方の庄内藩が優勢になると旧幕府方に寝返って、勢いを取り戻した官軍に敗北することとなった。隆邦は官位褫奪・蟄居となり、養子の隆彰に2000石を減封した1万8000石の相続が許された。明治2年（1869年）6月22日に版籍奉還で亀田藩知事に任じられ、明治4年（1871年）7月14日の廃藩置県まで務めた。
明治2年（1869年）6月17日の行政官達で公家と大名家が統合されて華族制度が誕生すると大名家の岩城家も大名家として華族に列した。明治17年（1884年）7月7日の華族令の施行で華族が五爵制になると、同月8日に隆彰の養子隆治が旧小藩知事として子爵に列せられた。大正・昭和期の当主隆徳は貴族院の子爵議員に当選し、実業家としても活躍した。
隆徳の代の昭和前期に岩城子爵家の邸宅は東京市豊島区椎名町にあった。

## 城郭
- 飯野平城（大館城）
- 長友館：四ツ倉駅から山側に位置。
- 白土城
- 岩城四十八館

## 関連氏族

### 支族
白土氏
- 白土隆通
- 白土隆良
- 白土隆顕

駒木根氏
- 駒木根利政

車氏
- 車隆景（岩城親隆（下総守）の子）
- 車斯忠

鯨岡氏

### 家臣
猪狩氏
- 猪狩隆清

大塚氏
- 大塚隆成
- 大塚隆通
- 大塚親成
- 大塚政成

上遠野氏
- 上遠野秀永
- 上遠野秀宗

田中氏
- 田中隆定

船尾氏
- 船尾隆相
- 船尾昭直
- 船尾隆直

富岡氏
- 富岡隆時
- 富岡隆宗

竹貫氏
- 竹貫広光
- 竹貫重光

志賀氏
- 志賀武治

三好氏（真田氏）
- 三好幸信（真田信繁(幸村)の三男）
- 三好隆長

その他
- 飯野隆至
- 三坂隆次
- 小川隆勝

### 近隣や遠隔の氏族
- 佐竹氏
- 相馬氏
- 伊達氏
- 田村氏
- 奥州藤原氏